# Thorgny de Maré
Thorgny de Maré, född den 5 maj 1853 i Locknevi socken, Kalmar län, död den 31 juli 1941 i Ängelholm, var en svensk militär. Han tillhörde ätten de Maré och var son till Gustaf de Maré samt bror till Henrik de Maré.
de Maré blev underlöjtnant vid Smålands husarregemente 1874, löjtnant där 1884, ryttmästare där 1893 och major där 1898. Han befordrades till överstelöjtnant vid Skånska husarregementet 1901 och till överste i armén och tillförordnad chef för Smålands husarregemente 1904. de Maré var ordinarie regementschef där 1904–1913. Han blev adjutant hos kungen 1896 och överadjutant 1904. de Maré blev riddare av Svärdsorden 1896, kommendör av andra klassen av samma orden 1906 och kommendör av första klassen 1911.